# Tortellini
Tortellini es una variedad de pasta con forma de anillo, compuesta por una capa de masa enrollada y unida por sus extremos, rellena de carne, queso y huevos. Hay distintas formas de servirlos, ya sea en caldo o con crema de leche. Este plato surgió en la región italiana de Emilia-Romaña, con origen disputado entre las provincias de Bolonia y Módena.

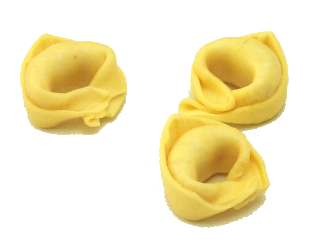
Forma característica de los tortellini.

## Características
En 1974 la Confraternita del Tortellino y la Academia Italiana de la Cocina registraron la siguiente receta sobre el relleno de los tortellini: dentro de una masa fina de pasta al huevo y de 6/10 mm., se dispondrá un relleno de carne preparado con lomo de cerdo, jamón, mortadela, queso parmesano, huevo y nuez moscada. Una vez se haya puesto, la masa se enrolla con forma de anillo y se une por los extremos.
Según la tradición boloñesa y modenesa, deben cocerse y ser servidos con un buen caldo de capón o de gallina. No obstante, desde los años cincuenta, se ha difundido también la práctica menos tradicional de echar por encima crema de leche.
Los tortellini son un plato originario de Italia y muy extendido en el resto del mundo, especialmente donde existen comunidades italianas. Los supermercados venden paquetes de tortellini frescos, refrigerados o congelados, y hay grupos de alimentación que se dedican a su fabricación industrial. Los tortellini frescos tienen un periodo de consumo de siete semanas.
Existe una variedad de mayor tamaño llamada tortelloni cuyo relleno suele hacerse con ricota y perejil, si bien en algunos casos se reemplaza el vegetal por ingredientes más fuertes como nueces, setas o una pasta de pulpa de calabaza. En este caso se sirven con salsa o con una mezcla de manteca y hojas de salvia.

## Origen
El origen del tortellini es humilde. Siglos atrás, los siervos que trabajaban para las familias nobles aprovechaban la carne sobrante que no se comían, la reutilizaban como relleno y la ponían dentro de una hoja de pasta hecha con harina y huevo, que una vez enrollada se cocía. En 1842, el viajero francés Valéry Pasquin recogió en sus memorias un relleno de «sebo de carne molida, yema de huevo y queso parmesano», muy cercano a la receta actual.
Sobre este plato se han generado diversas leyendas. Una de ellas cuenta que surgió en Castelfranco Emilia (provincia de Módena), cuando una marquesa se hospedó en la taberna del pueblo. El propietario del local quedó tan cautivado por la belleza de esa dama que no pudo resistir la tentación de espiarla por el ojo de la cerradura. A pesar de que había tan poca luz que solo pudo verle el ombligo, esta visión fue más que suficiente para inspirarle la creación de los tortellini. Existe otra versión muy similar donde la inspiración se atribuye a la diosa Venus.